# Oranjewoud
Oranjewoud (Fries: It Oranjewâld) is een dorp in de gemeente Heerenveen, in de Nederlandse provincie Friesland. Het dorp is gelegen aan zuidoostzijde van de woonwijk Skoatterwâld van de plaats Heerenveen. Het dorp telde in 2023 1.620 inwoners. 
De oostzijde is sinds 2012 beschermd dorpsgezicht Het Oranjewoud. Hier ligt ook de buurtschap Brongerga. In de jaren 90 van de twintigste eeuw werd de woonwijk Oranjewoud-Noord gebouwd.
Oranjewoud staat bekend om de aanwezigheid van de Oranje-Nassau's in de 17e, 18e en 19e eeuw. Tegenwoordig zijn er nog veel landgoederen en bossen te vinden. In Oranjewoud is ook Museum Belvédère gevestigd, een museum voor moderne en hedendaagse kunst. 
Samen met Heerenveen wordt Oranjewoud ook wel 'Het Friese Haagje' genoemd, gebaseerd op dat de Oranjes en de adel hier vaak kwamen. Vanwege de adellijke bossen en parken en relatief veel Rijksmonumenten, is Oranjewoud een toeristische plaats geworden.

## Geschiedenis

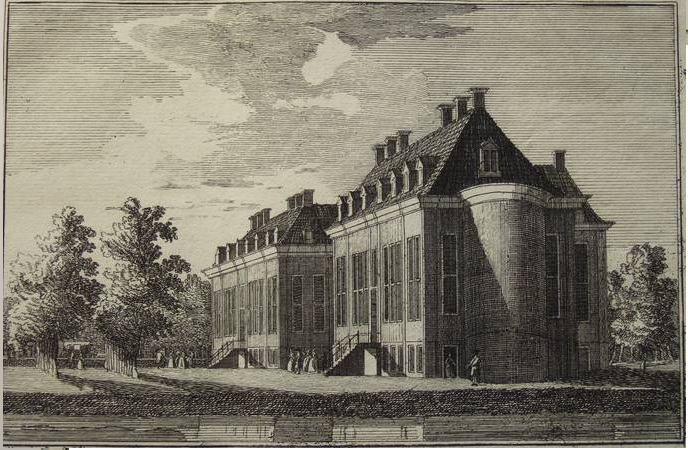
Paleis Oranjewoud, kopergravure van P. Fouquet Junior rond 1765.

Het gebied heette voor de aankoop van Albertine Agnes Schoterwold, kortweg 't Wold. Het was voornamelijk bosachtig terrein. Dit gebied lag in de grietenij Schoterland. In de 11e eeuw was het gebied al bewoond.
Oranjewoud dankt zijn naam aan de aanwezigheid van de Oranjes. In 1676 kocht prinses van Oranje Albertine Agnes van Nassau, weduwe van Willem Frederik van Nassau-Dietz, een bestaand landgoed genaamd Sickingastate samen met drie boerderijen en gaf hieraan de naam Oranjewoud. Zo'n buitenverblijf was destijds in de mode. 
Ze liet er lange lanen, singels en tuinen in barokstijl aanleggen naar Frans voorbeeld. Na de dood van Albertine Agnes erfde haar schoondochter Henriëtte Amalia van Anhalt-Dessau, weduwe van Hendrik Casimir II, het bezit. 
Henriëtte Amalia liet de beroemde Franse architect Daniël Marot, bekend van Paleis Het Loo, paleis Oranjewoud in classicistische/barokstijl ontwerpen. Er werden twee vleugels aangelegd, maar het middengebouw verrees nooit. Beide vleugels waren 15 raamvakken breed. Er werden bekende Zwitserse en Italiaanse stucadoors ingeschakeld, zoals Simon, Albisetti en Barberino. Het interieur werd door schilderijen van beroemde Nederlandse schilders als d'Hondecoeter, Rubens, Volders, Honthorst, Netscher en Seghers verfraaid.

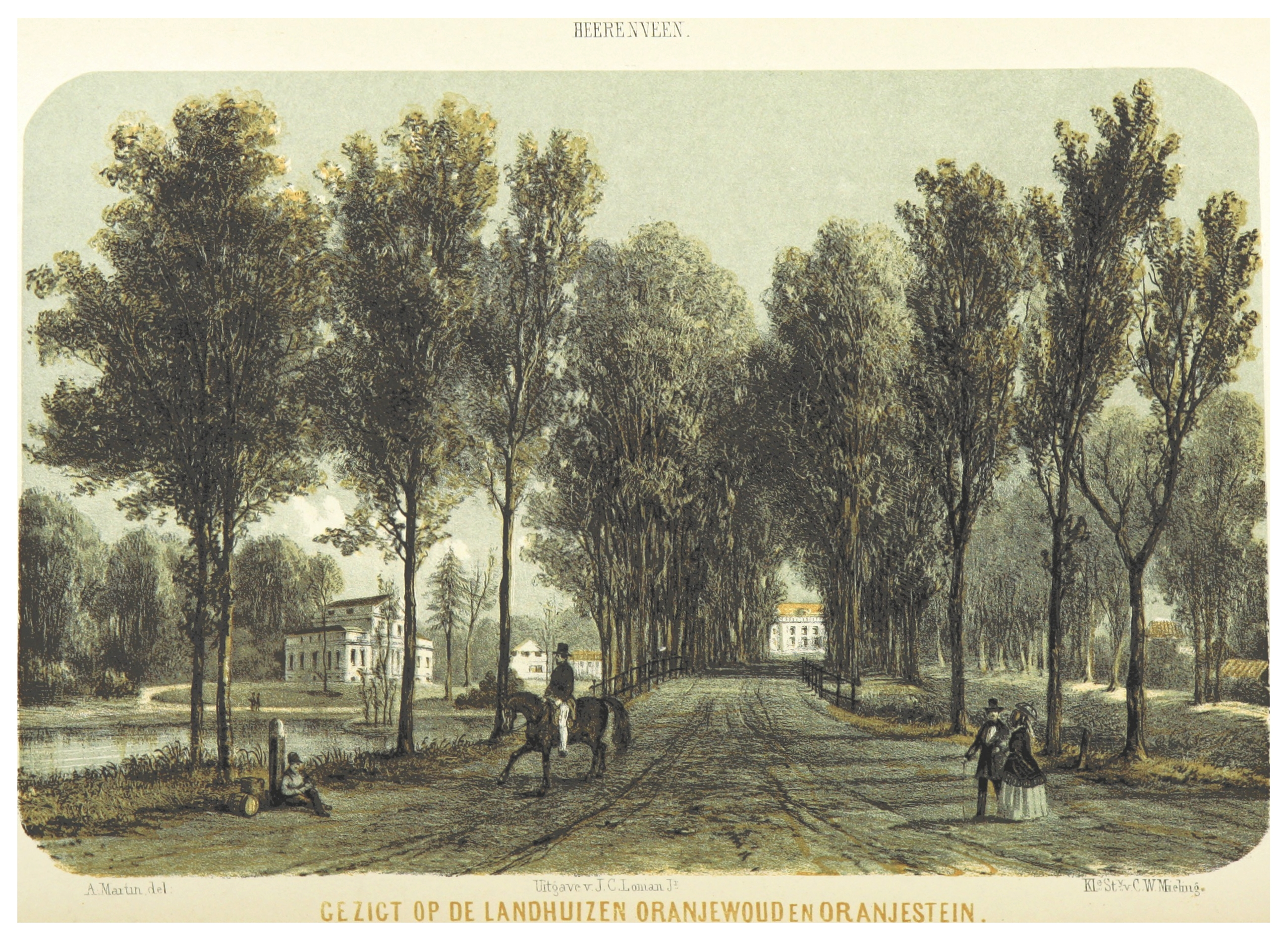
De Lindelaan in 1855.

 Naast Paleis Oranjewoud kochten de Oranjes in Oranjewoud een kasteeltje genaamd Carolinenburg. Waarschijnlijk vernoemd naar Carolina van Oranje-Nassau, de dochter van Willem IV van Oranje-Nassau. Carolineburg bezat vleugels, een ringmuur en meerdere poorten. In 1774 werd het op afbraak verkocht.
De Friese tak Nassau-Dietz, dat vanaf 1587 de stadhouders van Friesland leverde, erfde in 1702 de titel Prins van Oranje, toen de Hollandse tak met stadhouder-koning Willem III uitgestorven was. Tot 1747 - het jaar waarin stadhouder Willem IV naar Den Haag vertrok - werd het landhuis regelmatig bezocht door deze Friese stadhouders. Daarna maakte zijn moeder, prinses Maria Louise van Hessen-Kassel, nog geregeld gebruik van het paleis. 
Toen in 1795 de Bataafse Republiek werd uitgeroepen, vervielen alle bezittingen van stadhouder Willem V aan de staat. Het paleis kwam daarna ook in verval. In 1803 en 1805 werden de vleugels afgebroken en in 1813 werd het landgoed verkocht. 
Het park De Overtuin dat in de 17e eeuw door Albertina Agnes werd aangelegd, is sinds 1953 eigendom van gemeente Heerenveen en is vrij toegankelijk.

## Landgoederen

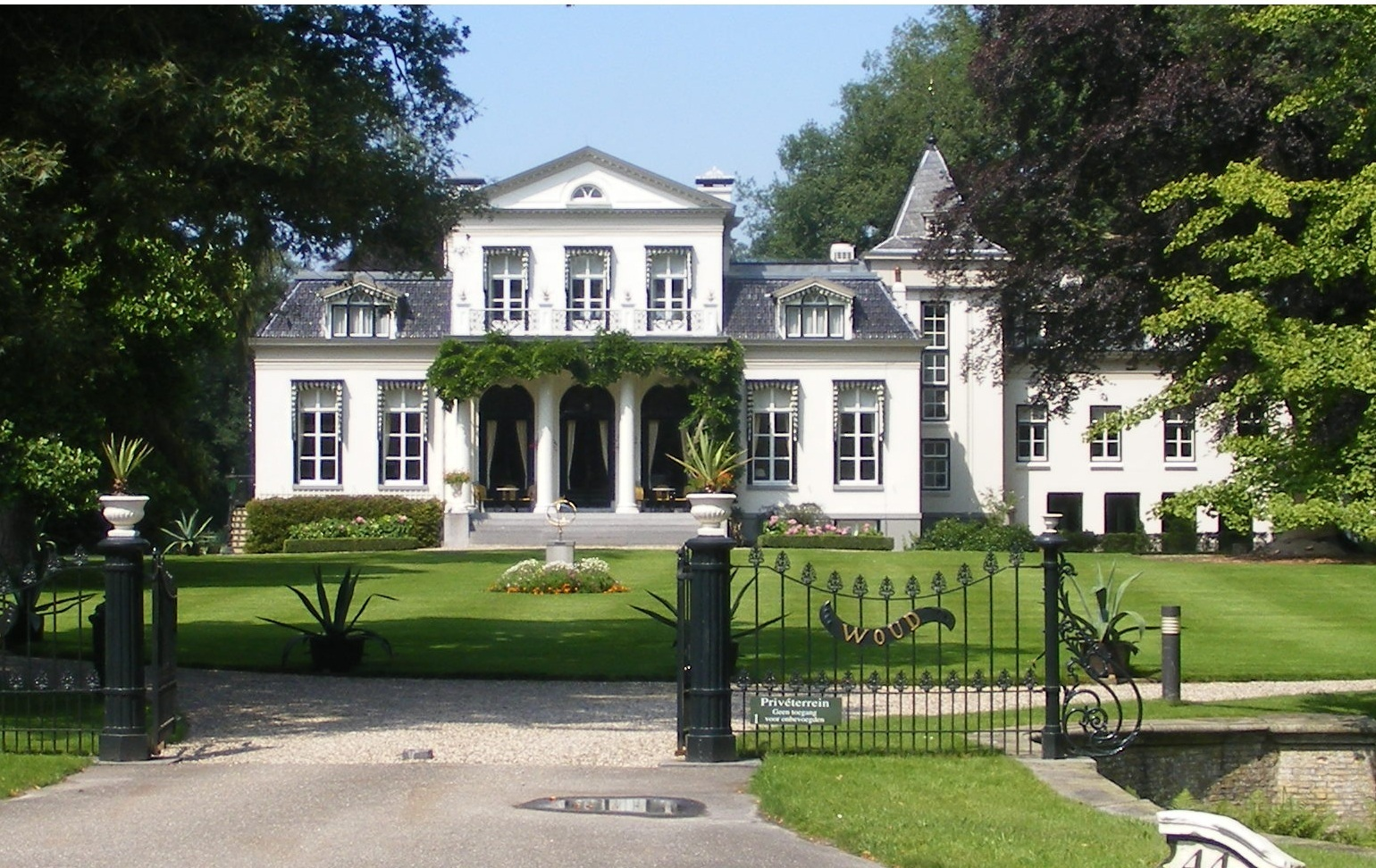
Landgoed Oranjewoud

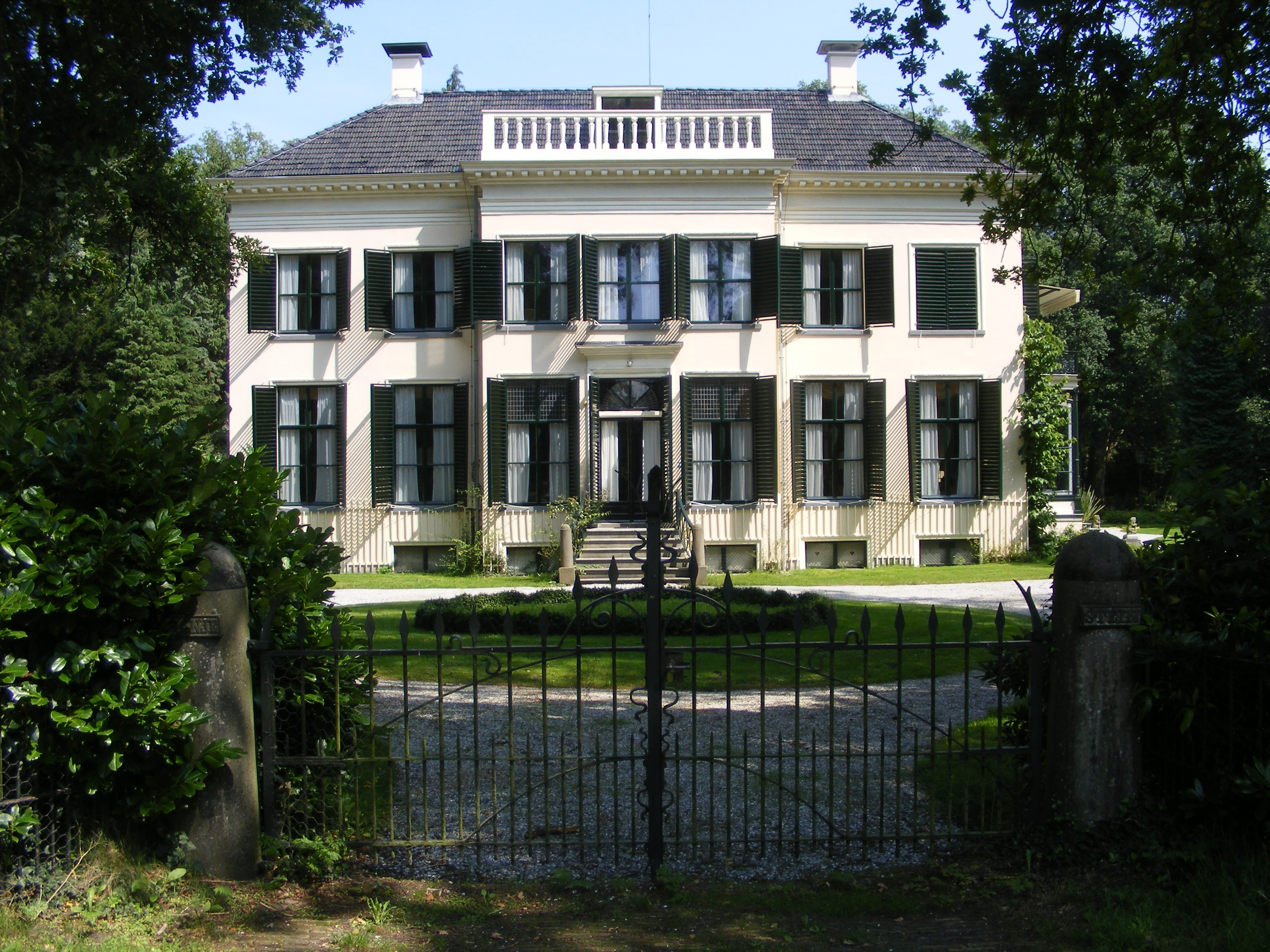
Oranjestein

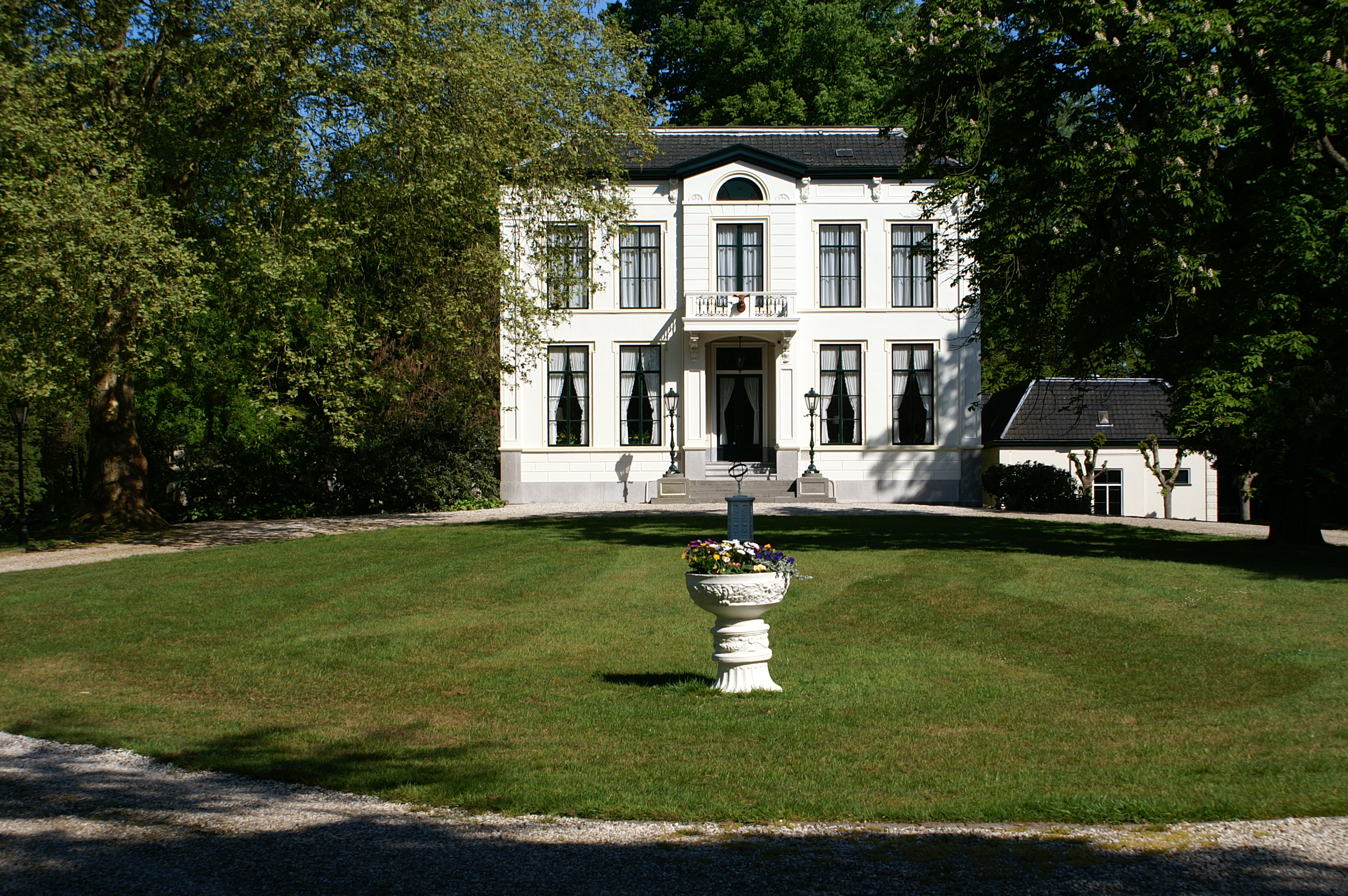
Klein Jagtlust

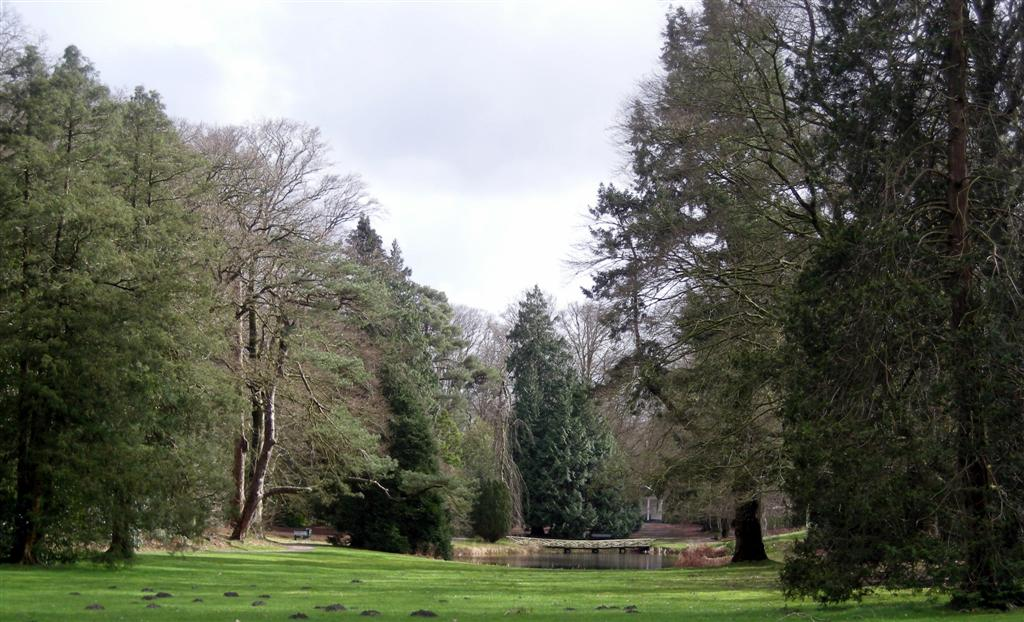
De Overtuin

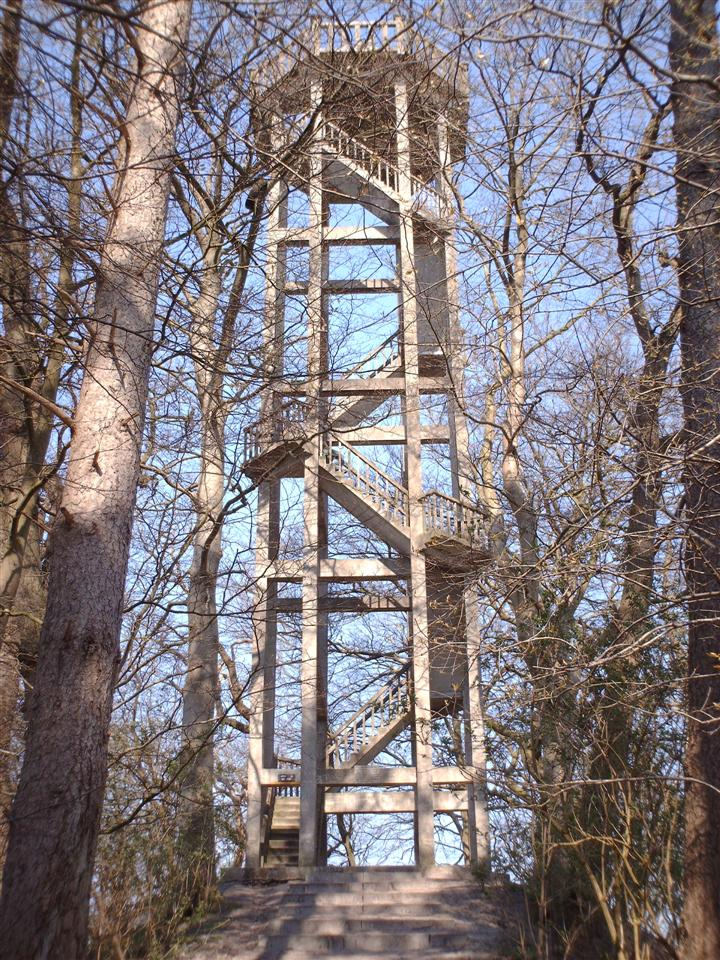
Belvedère (uitkijktoren op een heuvel)

In het begin van de 19e eeuw vestigden zich verscheidene voorname families in Oranjewoud. Zij kochten vanaf 1813 delen van het voormalige landgoed van de Oranje-Nassau's op, om daar eigen landgoederen te laten bouwen. 
Tegenwoordig bestaan in Het Oranjewoud nog de landgoederen en landhuizen Landgoed Oranjewoud, Landgoed Oranjestein, Landgoed Klein Jagtlust, Landgoed Princenhof, Huis Klemburg en net buiten het dorp Oranjehoeve en Landhuis Veenwijk. Ook staan er nog landgoedboerderijen zoals Donglust en Semper Virens. Verdwenen landgoederen zijn Ontwijk, Brouwershave, Veenzigt, Paauwenburg en Carolineburg.

### Landgoed Oranjewoud
Nadat het inmiddels vervallen paleis en landgoed Oranjewoud in 1813 was verkocht, kwam het in 1823 in eigendom van Hans Willem de Blocq van Scheltinga. Hij had op het nabij gelegen landgoed Pauwenburg zijn jeugd had doorgebracht. Rond 1829 liet hij op de oude fundamenten van het paleis een neoclassicistisch landhuis bouwen. Zo bleef Landgoed Oranjewoud in zekere zin bestaan.
Hans Willem de Blocq van Scheltinga had warme contacten met het koningshuis, hij wisselde brieven uit met koning Willem I en in 1852 kwam koning Willem III op het landgoed logeren, nadat hij eerder als kroonprins ook al op bezoek was geweest. Zo kon koning Willem III de tuinen bekijken die zijn voorouders hadden aangelegd. Het Koningshuis stamt namelijk rechtstreeks af van de Oranje-Nassaus die op Oranjewoud resideerden. 
Oranjewoud bleef zo nu en dan bezoek krijgen van leden van het koningshuis, zo kwam ook prinses Juliana op Oranjewoud. Maar ook Prins Hendrik, Prins Bernhard, prinses Beatrix en prins Claus hebben de buitenplaats bezocht. 
Landgoed Oranjewoud werd na overerving verkocht aan Het Instituut voor Landbouwcoöperatie en is nu eigendom van Stichting FB Oranjewoud.

### Landgoed Oranjestein
Op de voormalige grond van de stadhouderlijke familie stond een rentmeesterswoning. Deze werd in 1820 gekocht door Pieter Cats, een advocaat uit Sneek. Dit buiten heette Oranjestein. Cats liet het huis in neoclassicistische stijl verbouwen. 
Het landgoed omvat zo'n 28 hectare en bevat meerdere Rijksmonumenten. Zo zijn er een oranjerie uit 1876, kassen, een koetshuis en meerdere dienstwoningen.
De schoonzoon van Pieter Cats, Johannes Bieruma Oosting, diens zoon Jan en kleinzoon Johan breidden het park verder uit. Zo werd in de 19e eeuw bij het landhuis een landschapspark aangelegd door de tuinarchitect Lucas Pieters Roodbaard, die in Oranjewoud meerdere tuinen ontwierp. Het park van Oranjestein was een van zijn grootste projecten. 
In 2022 is het landgoed door de familie De Beaufort aan stichting Stinze-Stiens verkocht, die het huis en de tuin als erfgoed willen behouden. Het park is rond de zomer op zondagen te bezoeken.

### Landgoed Klein Jagtlust
In 1856 liet Pieter Cats een andere buitenplaats genaamd Klein Jagtlust bouwen, eveneens op het voormalige terrein van de stadhouderlijke familie. 
Cats was een van de rijkste inwoners van Friesland en liet architect Jacob Izaäks Douma een neoclassicistisch stijl landhuis ontwerpen. Het park is in Engelse landschapsstijl aangelegd. Later werd Johannes Bieruma Oosting erfgenaam van het landgoed. Het landgoed bezit naast het landhuis meerdere Rijksmonumenten waaronder meerdere koetshuizen en het park met hertenkamp. Het landgoed is in privébezit.

### Landgoed Princenhof
In 1906 werd in opdracht van graaf Charles Louis Adrien Juste Van Limburg Stirum naast het jagershuis uit 1724 een nieuw buitenhuis met koetshuis aangelegd, genaamd Princenhof. Dit landhuis in neoclassicistisch stijl werd gebouwd op het terrein van het voormalige landgoed Oranjewoud en werd in 1907 verlengd, zodat de moeder van de vrouw des huizes erbij kon wonen. Het is een rijksmonument en in privebezit.

### Huis Klemburg
Het oudste deel van Huis Klemburg werd rond 1632 gebouwd. Eerder hoorde dit bij het nabij gelegen landgoed Pauwenburg van Onno Zwier van Haren. Het in eigendom geweest van de geslachten Adema en Feickens. De Adema's breidde het bezit uit door land aan te kopen en daarop een park en tien meter hoge heuvel aan te leggen, de 'Berg van Brongergea'. 
Oorspronkelijk was deze bedoeld als ijskelder, maar later in 1907 werd dit verkocht en werd hier door hoteleigenaar Andreas Willem Tjaarda een grot en betonnen uitkijktoren aangelegd, de Belvédère toren. De toren is 18 meter hoog en staat bijna dertig meter boven het maaiveld. Het is de enige betonnen belvedère in Nederland. Zowel de toren als Huis Klemburg zijn rijksmonumenten.

## Monumenten
Een aanzienlijk deel van Oranjewoud is een beschermd dorpsgezicht, een van de beschermde stads- en dorpsgezichten in Friesland. Verder zijn er in het dorp verschillende rijksmonumenten en gemeentelijke monumenten, zie:
- Lijst van rijksmonumenten in Oranjewoud
- Lijst van gemeentelijke monumenten in Oranjewoud

## Toerisme

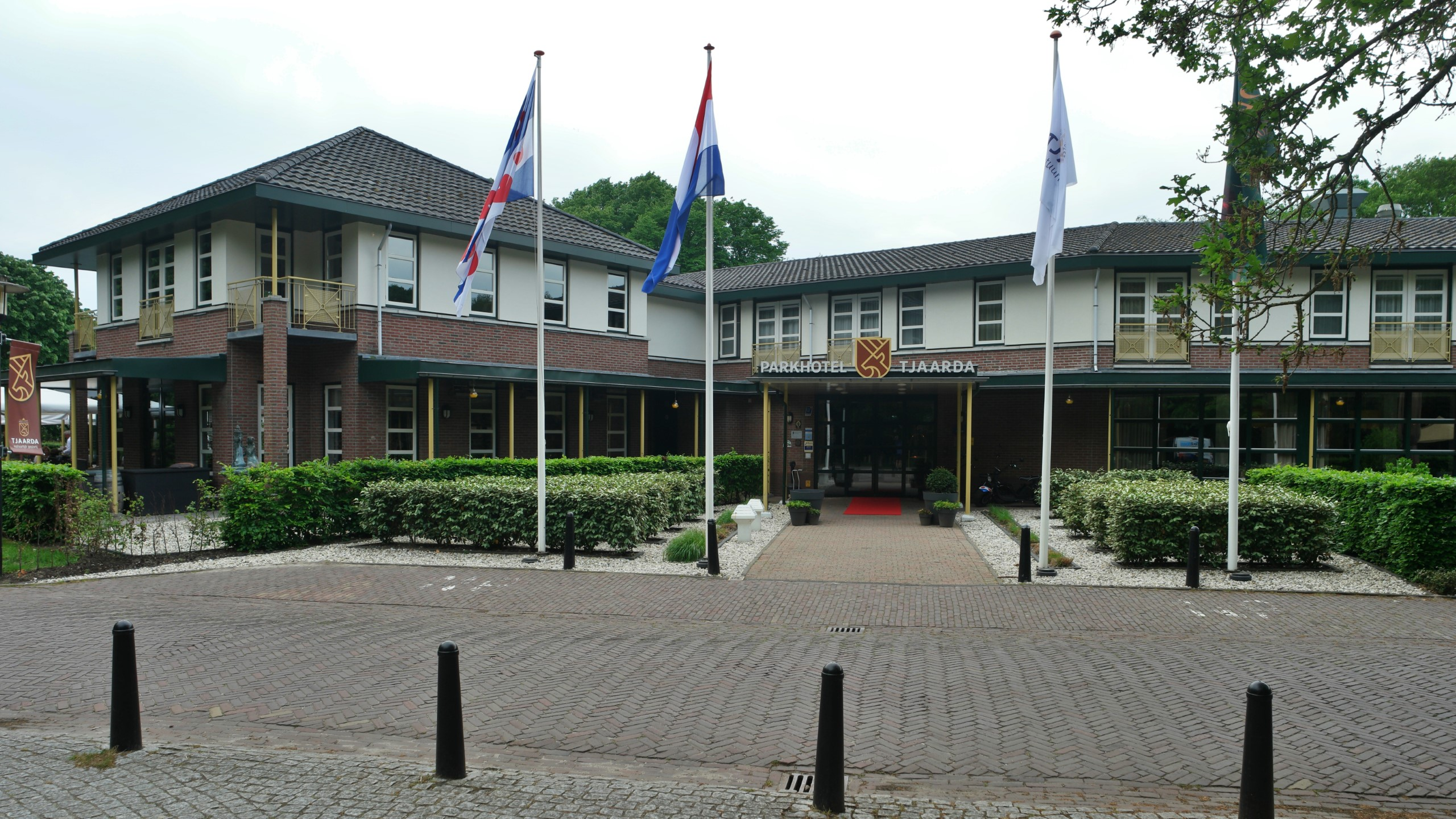
Parkhotel Tjaarda

Oranjewoud trok al vanaf het einde van de 17e eeuw reizigers vanwege de aangelegde parken en tuinen en oranjerie met exotische planten. Als de vorstelijke familie in Oranjewoud verbleef, nam het aantal bezoekers sterk toe. Vooraanstaande Friese geslachten werden op het paleis uitgenodigd, maar ook burgers wilden graag een glimp van de familie opvangen. 
Met toestemming van Willem IV werd op het stadhouderlijk grondgebied rond 1740 een eerste logement gebouwd, genaamd de Tent. In 1834 ontstond Hotel Heidewoud, en nog weer later kwamen hotel De Kom en hotel Koningshof erbij, gevolgd door hotel Weener. Tegenwoordig bestaan alleen Koningshof en Parkhotel Tjaarda nog. Met name die laatste is bekend geworden vanwege de theetuin, het doolhof, de grot, de uitkijktoren en kinderspeeltuin. Tegenwoordig bestaat alleen de uitkijktoren nog, de Belvedère.

## Cultuur

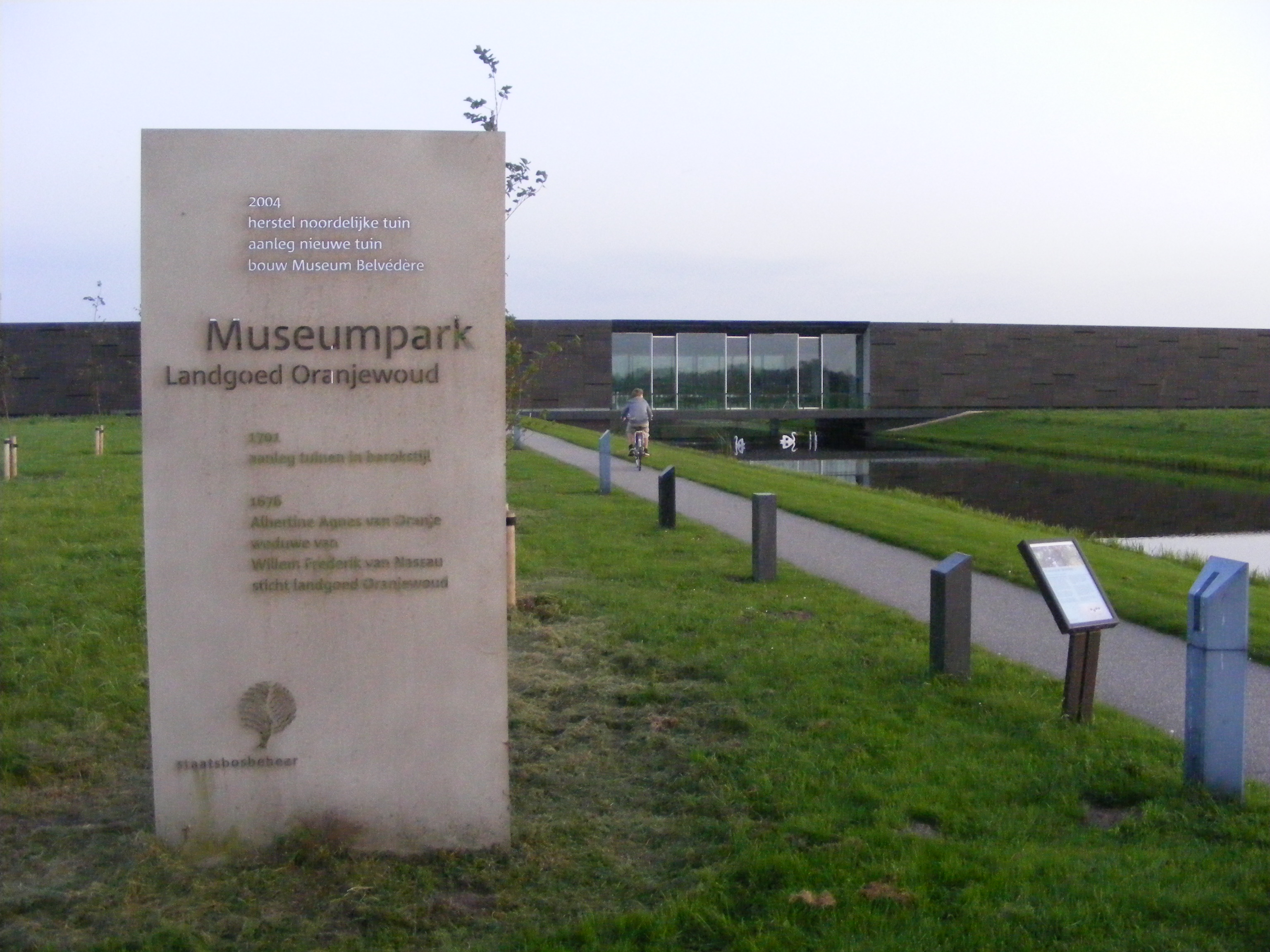
Museum Belvédère

### Museum Belvedere
Op Museumlandgoed Oranjewoud, het land wat ooit hoorde bij het Paleis Oranjewoud van de Oranje-Nassau's, werd in 2004 Museum Belvédère geopend door koningin Beatrix. Het museumgebouw won de prijsvraag BNA Gebouw van het Jaar 2006.
Het museum is vernoemd naar de Belvedère in het Parkgebied Oranjewoud. Het kanaal Prinsenwijk loopt onder het museum door.
De collectie bestaat met name uit werken van Friese kunstenaars en geestverwanten die nauwelijks in andere openbare collecties getoond worden. De stijlen realisme, impressionisme, expressionisme, constructivisme en nieuwe figuratie zijn vertegenwoordigd in het museum.
Het museumpark heeft een gereconstrueerde barokstructuur met daarnaast binnen het landgoed Oranjewoud elementen uit de Engelse landschapsstijl. 

### Invloeden van Le Roy rondom Oranjewoud
Oranjewoud is verbonden met de bekende kunstenaar, filosoof en tuinachitect Louis le Roy (1924-2012) die sinds de jaren '60 zijn atelier en woning aan de Prins Bernhardweg in Oranjewoud had. Le Roy ontving bekende gasten in zijn atelier in Oranjewoud, zoals Koning Albert van België en zijn gezin, en bekende acteurs, architecten en fotografen. 

### Evenementen
Sinds mei 2012 wordt in Oranjewoud jaarlijks Oranjewoud Festival georganiseerd, met klassiek georiënteerde concerten op de landgoederen en in Museum Belvédère en De Overtuin.

## Onderwijs

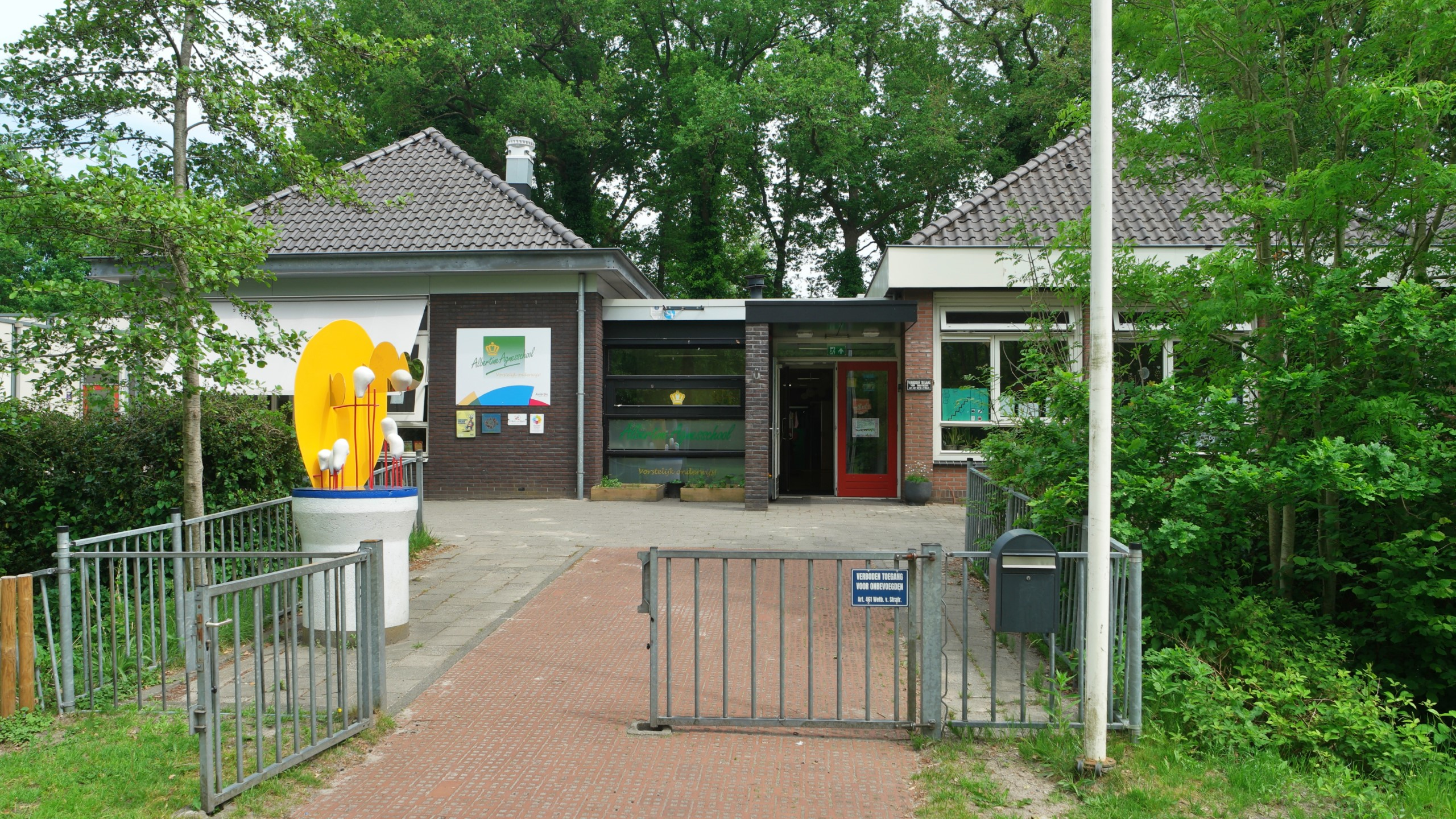
Albertine Agnesschool

- Albertine Agnesschool (basisonderwijs).

## Geboren in Oranjewoud
- Willem Hendrik van Saksen-Eisenach (1691-1741), hertog
- Anna Joustra (1876-1962), kunstenares
- Cissy van Marxveldt (1889-1948), (kinderboeken)schrijfster (= Setske de Haan)
- Frits Klein (1924-2016), kunstenaar
- Chris Fokma (1927-2012), beeldhouwer
- Henk Evers (1939), atleet
- Ype Dijkstra (1944), burgemeester
- Douwe van der Meulen (1954), puzzelontwerper en schrijver
- Rudolf Buurma (1963), bestuurder
- Marijn Kuipers (2000), vlogger en presentatrice